# Strada statale 104 di Sapri
La ex Strada statale 104 Sapri Jonio è una strada provinciale italiana che collega la costa tirrenica alla costa ionica attraverso la Campania e la Basilicata. Inizia il suo percorso presso lo svincolo di Sapri della strada statale 18 Tirrena Inferiore e termina immettendosi senza soluzione di continuità nella strada statale 106 Jonica presso la variante di Nova Siri. 
Prima del declassamento del 2005, era una strada statale classificata come Strada statale 104 Sapri Jonio.

## Storia
La strada statale venne istituita con la Legge 17 maggio 1928, n. 1094 come Strada statale 104 Sapri Jonio; lo stesso decreto ne assegnava contestualmente la gestione alla appena costituita Azienda autonoma statale della strada. Il percorso veniva descritto in questo modo: 'Da Sapri all’innesto con la n. 19 presso Lago Serino e da questa sopra Lauria per Latronico e Senise alla stazione di Nova Siri'. Nel 1944, all'interno del più ampio processo di dismissione degli apparati statali figli del regime fascista, vi fu la soppressione della AASS ed il trasferimento momentaneo di tutte le sue funzioni al Ministero dei Lavori Pubblici. Dopo la fine del secondo conflitto mondiale, precisamente nel 1946, tutte le strade statali passarono sotto l'amministrazione della neonata Anas, l'erede della defunta AASS. L'ente statale gestì l'infrastruttura ininterrottamente fino al declassamento ed al trasferimento degli oneri di gestione alle regioni avvenuto nel 2005.
Successivamente una piccola parte del percorso della vecchia statale, tra il km 45,250 ed il km 47,500 in provincia di Potenza, tornò sotto il controllo dell'Anas con la denominazione provvisoria di Nuova strada ANAS 290. Il tratto interessato era quello in prossimità dell'allora Autostrada A3 Napoli-Reggio Calabria all'altezza dello svincolo di Lauria nord, caratterizzato da lavori di rifacimento.

Simbolo della NSA 290

Dopo alcuni anni di lavori ed investimenti, alla fine del 2017 fu proposta dal governo in carica una riorganizzazione della rete stradale gestita direttamente dall'ente in 11 delle 20 regioni italiane, embrione del cosiddetto piano Rientro strade: la nuova situazione fu formalizzata in Basilicata nell'ottobre del 2018. I 2,350 km che formavano la NSA 290 furono riassimilate al resto dell'infrastruttura presente in provincia di Potenza ritornando al rango di SP ex SS 104 Sapri-Ionio, sotto amministrazione della provincia stessa.

### Gestione
Dopo il declassamento del 2005, la gestione della tratta stradale è passata dall'Anas alle regioni Campania e Basilicata, ognuna per le tratte appartenenti ai rispettivi territori. Le regioni a loro volta hanno devoluto le competenze alle province direttamente interessate, quella di Salerno in Campania e quelle di Potenza e Matera in Basilicata. Le province hanno denominato la propria tratta di competenza in modi differenti: la provincia di Salerno si riferisce al tratto di strada sotto la sua amministrazione come SR 104 Sapri - confine provincia Basilicata, segnalando il rango di strada regionale affidata dalla Regione alla competenza della provincia stessa; la sezione sotto il controllo della provincia di Potenza è denominata come SP ex SS 104 Sapri-Ionio mentre quella in provincia di Matera come S.P. 104 Sapri-Jonio.
La ex SS 104 sul versante di Sapri faceva anche da confine del compartimento Anas di Potenza unitamente a dove si innestava sulla SS 18; con il declassamento della SS 104 a strada provinciale il confine dei compartimenti Anas di Napoli e Potenza è variato, passando sulla SS18 dal km 216,200, presso l'inizio dell'ex SS 104, al km 220,600 presso il canale di Mezzanotte, che rappresenta anche il confine tra i comuni di Sapri e Maratea, rispettivamente in Campania e Basilicata.

## Percorso
La strada provinciale si sviluppa interamente all'interno della regione storica della Lucania, unendone l'estremità occidentale, affacciata sul Mar Tirreno, all'estremità orientale, affacciata sul Mar Ionio; per farlo attraversa la parte meridionale dell'Appennino Lucano.
Il percorso parte dal centro di Sapri, all'estremità meridionale della Campania, nei pressi dell'incrocio tra Via Umberto I e la SS 18, e percorre il paese per uscire da Via Costabile Carducci verso la frazione Timpone. In seguito è stata costruita una variante che parte circa 500 metri più a sud che aggira il centro urbano. La strada percorre la frazione Timpone, salendo fino ad arrivare alla frazione Medichetta di Rivello ed alla città stessa, nella provincia di Potenza in Basilicata. In seguito attraversa il comune di Lauria per poi seguire la valle del Sinni percorrendo i centri urbani di Latronico, Episcopia, Fardella, Chiaromonte, Senise e Noepoli. Entrando nella provincia di Matera, il percorso si snoda tra i centri cittadini di San Giorgio Lucano, Valsinni, Rotondella ed infine Nova Siri. Uscendo dal centro di quest'ultima, la strada termina il suo percorso in un bivio che permette di raggiungere la frazione Marina o di innestarsi sulla SS 106 presso la Variante di Nova Siri, sia in direzione Taranto che in direzione Reggio Calabria.

### Tabella percorso
| Sapri Jonio | Sapri Jonio                                                            | Sapri Jonio | Sapri Jonio | Sapri Jonio |
| ----------- | ---------------------------------------------------------------------- | ----------- | ----------- | ----------- |
| Tipo        | Indicazione                                                            | km          | Provincia   | Note        |
|             | Sapri Tirrena Inferiore                                                | 0,0         | SA          |             |
|             | Sapri centro                                                           | 0,350       | SA          |             |
|             | Lagonegro Fondo Valle del Noce                                         | 18,0        | PZ          |             |
|             | Rivello                                                                | 25,7        | PZ          |             |
|             | Ponte Granne                                                           | 25,7        | PZ          |             |
|             | Rivello centro                                                         | 25,9        | PZ          |             |
|             | Nemoli                                                                 | 33,2        | PZ          |             |
|             | Lago Sirino                                                            | 36,1        | PZ          |             |
|             | Ingresso abitato di Pecorone delle Calabrie Uscita abitato di Pecorone | 42,3        | PZ          |             |
| 42,8        | Ingresso abitato di Pecorone delle Calabrie Uscita abitato di Pecorone |             | PZ          |             |
|             | Lauria Nord del Mediterraneo della Valle del Sinni                     | 44,5        | PZ          |             |
|             | Cogliandrino                                                           | 51,5        | PZ          |             |
|             | Ingresso abitato di Cogliandrino Uscita abitato di Cogliandrino        | 53,5        | PZ          |             |
| 54,0        | Ingresso abitato di Cogliandrino Uscita abitato di Cogliandrino        |             | PZ          |             |
|             | Frazioni di Latronico                                                  | 59,4        | PZ          |             |
|             | Ingresso abitato di Latronico Uscita abitato di Latronico              | 64,2        | PZ          |             |
| 65,8        | Ingresso abitato di Latronico Uscita abitato di Latronico              |             | PZ          |             |
|             | Zona Industriale di Latronico della Valle del Sinni                    | 73,4        | PZ          |             |
|             | Ingresso abitato di Episcopia Uscita abitato di Episcopia              | 79,3        | PZ          |             |
| 80,9        | Ingresso abitato di Episcopia Uscita abitato di Episcopia              |             | PZ          |             |
|             | Teana                                                                  | 93,5        | PZ          |             |
|             | Ingresso abitato di Fardella Uscita abitato di Fardella                | 94,3        | PZ          |             |
| 95,7        | Ingresso abitato di Fardella Uscita abitato di Fardella                |             | PZ          |             |
|             | Chiaromonte                                                            | 101         | PZ          |             |
|             | Senise centro                                                          | 110         | PZ          |             |
|             | Ingresso abitato di Senise Uscita abitato di Senise                    | 112         | PZ          |             |
| 114         | Ingresso abitato di Senise Uscita abitato di Senise                    |             | PZ          |             |
|             | Zona Industriale di Senise della Valle del Sinni                       | 116         | PZ          |             |
|             | Sant'Arcangelo dell'Appennino meridionale di Fondo Valle d'Agri        | 119         | PZ          |             |
|             | Diga di Monte Cotugno                                                  | 121         | PZ          |             |
|             | Colobraro                                                              | 132         | MT          |             |
|             | Ingresso abitato di Valsinni Uscita abitato di Valsinni                | 135         | MT          |             |
|             | Monte Coppola                                                          | 138         | MT          |             |
|             | Rotondella Rione Mortella                                              | 152         | MT          |             |
|             | Rotondella Nova Siri Rotondella                                        | 153         | MT          |             |
|             | Rotondella 2 (Zona Industriale di Rotondella)                          | 156         | MT          |             |
|             | Ponte Sant'Alessio                                                     | 161         | MT          |             |
|             | Nova Siri Nova Siri Rotondella                                         | 162         | MT          |             |
|             | Taverna (Frazione di Nova Siri) Zona Industriale di Nova Siri          | 166         | MT          |             |
|             | Jonica variante di Nova Siri                                           | 167         | MT          |             |
|             | Nova Siri Scalo / Marina                                               | 167         | MT          |             |